# Antigène prostatique spécifique

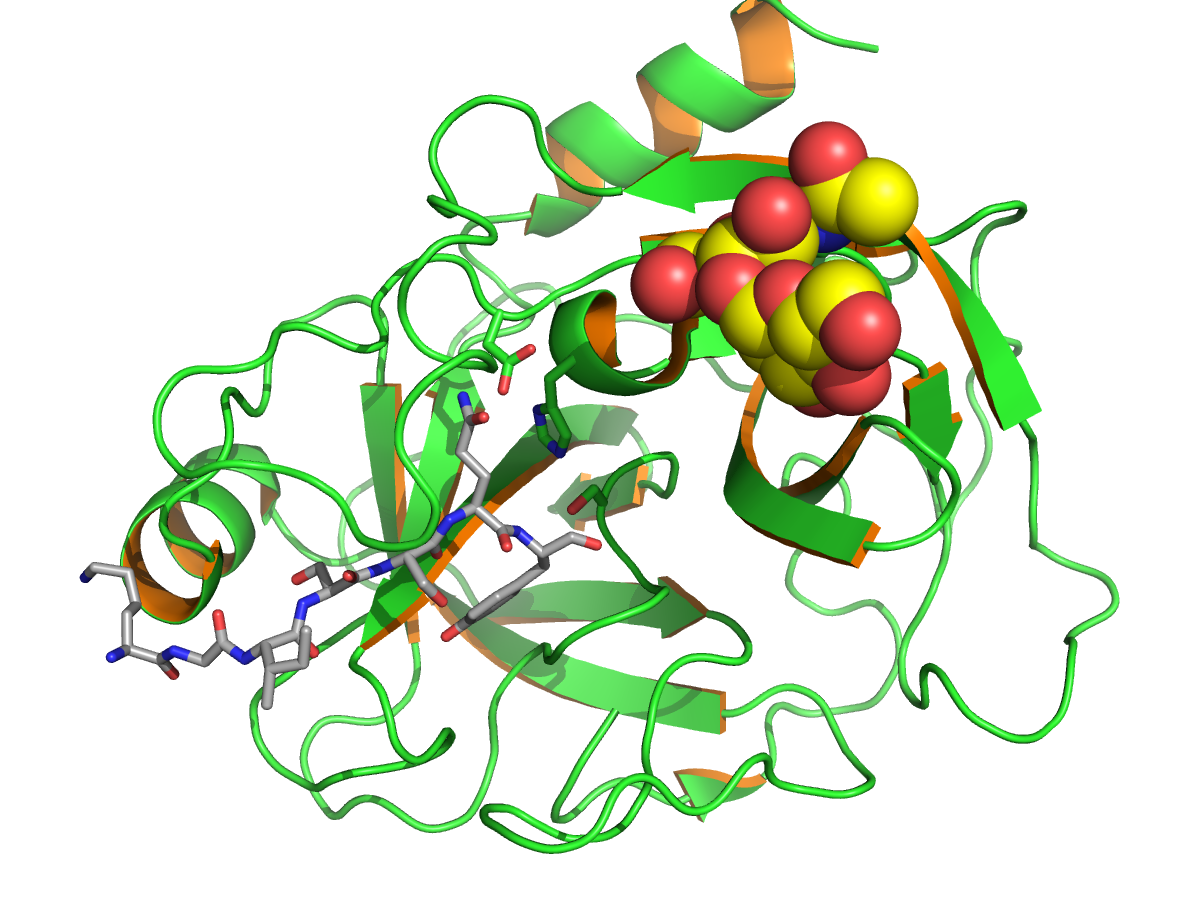
Kallikréine-3 (KLK3).

L'antigène prostatique spécifique (PSA, pour prostate-specific antigen) est une protéine fabriquée  par la prostate ; il sert à liquéfier le sperme afin de faciliter le déplacement des spermatozoïdes. On suppose également qu'il aide à dissoudre la muqueuse cervicale de la partenaire sexuelle, favorisant ainsi l'entrée du sperme[réf. nécessaire].

## Dosages

Risque de cancer de la prostate pour deux groupes d'âge, basé sur la fraction de PSA libre exprimée en % du PSA total.

Le PSA est normalement présent dans le sang de tous les hommes à un taux infime. Le dosage de son taux sanguin est utilisé pour le diagnostic et le suivi du cancer de la prostate. Un taux élevé de PSA peut avoir plusieurs causes : une hypertrophie bénigne de la prostate (HBP), une prostatite, un cancer de prostate, un massage de la prostate (lors de rapports sexuels ou lors d'une randonnée à vélo par exemple), une cystoscopie, etc.
On considère que le taux normal de PSA est de 4 ng·ml-1, même si des valeurs plus basses ont été proposées, sans preuve d'une amélioration du rapport bénéfices/risques. Un taux entre 4 et 10 ng·ml-1 est considéré comme suspect. 
Chez les femmes transgenres en transition hormonale, le taux normal est plus bas, et parfois indétectable. 

### PSA libre et PSA conjugué
Ces normes dosent le PSA total qui est la somme des deux composantes du PSA : libre et conjugué à des protéines comme l'alpha-1-antichymotrypsine ou l'alpha-2-macroglobuline. La fraction du PSA libre, qui représente environ 30 % en temps normal, est abaissée en cas de cancer. Ainsi, le calcul du ratio PSA libre/total peut permettre de distinguer les augmentations du PSA dues à un cancer de celles dues à une hypertrophie bénigne de la prostate.

### Vélocité du PSA
La vélocité du PSA est la différence entre deux dosages « PSA total » mesurés à environ un an d'intervalle. Elle s'exprime en ng/ml.an, une valeur élevée serait prédictive d'un cancer de la prostate mais cela reste controversé. En effet, les valeurs du PSA peuvent beaucoup varier au cours du temps.

## PSA et dépistage du cancer de la prostate
Jusqu'en 2014, l'utilisation du PSA, en tant qu'outil de dépistage systématique du cancer de la prostate, n'avait pas fait la preuve de son intérêt. En France, la Haute Autorité de santé (HSA) a même publié en 2012 une recommandation déconseillant « le dépistage du cancer de la prostate par dosage du PSA [qui] présente un intérêt non démontré chez les hommes présentant des facteurs de risque ».
Cependant le 7 août 2014, une étude randomisée européenne sur le dépistage du cancer de la prostate (en anglais : European Randomised study of Screening for Prostate Cancer, ERSPC) révèle une réduction importante de la mortalité liée au cancer de la prostate attribuable au test PSA, avec une nette augmentation de l’effet absolu à 13 ans par rapport aux résultats après 9 et 11 ans.
Cela n'invalide pas les recommandations de 2012 de la Haute Autorité de santé puisqu'une étude plus récente de 2018 indique que le dépistage du cancer de la prostate à l'aide du PSA n'avait aucun effet établi sur la mortalité en raison d'un taux élevé de faux positifs, et que par ailleurs les examens et traitements prescrits sur la foi du seul test PSA peuvent induire inutilement des difficultés érectiles et urinaires.
À noter qu'aucun pays au monde ne propose de dépistage systématique du cancer de la prostate basé sur le dosage du PSA.

## Désignations
- kallicréine-3 (KLK3)
- Nomenclature EC : 3.4.21.77